# منبع (فیلم ۲۰۱۱)
«منبع» (فرانسوی: La Source des femmes‎) فیلمی در ژانر درام و کمدی است که در سال ۲۰۱۱ منتشر شد. از بازیگران آن می‌توان به حایم عباس و بیونه اشاره کرد.